# Zoque (volk)

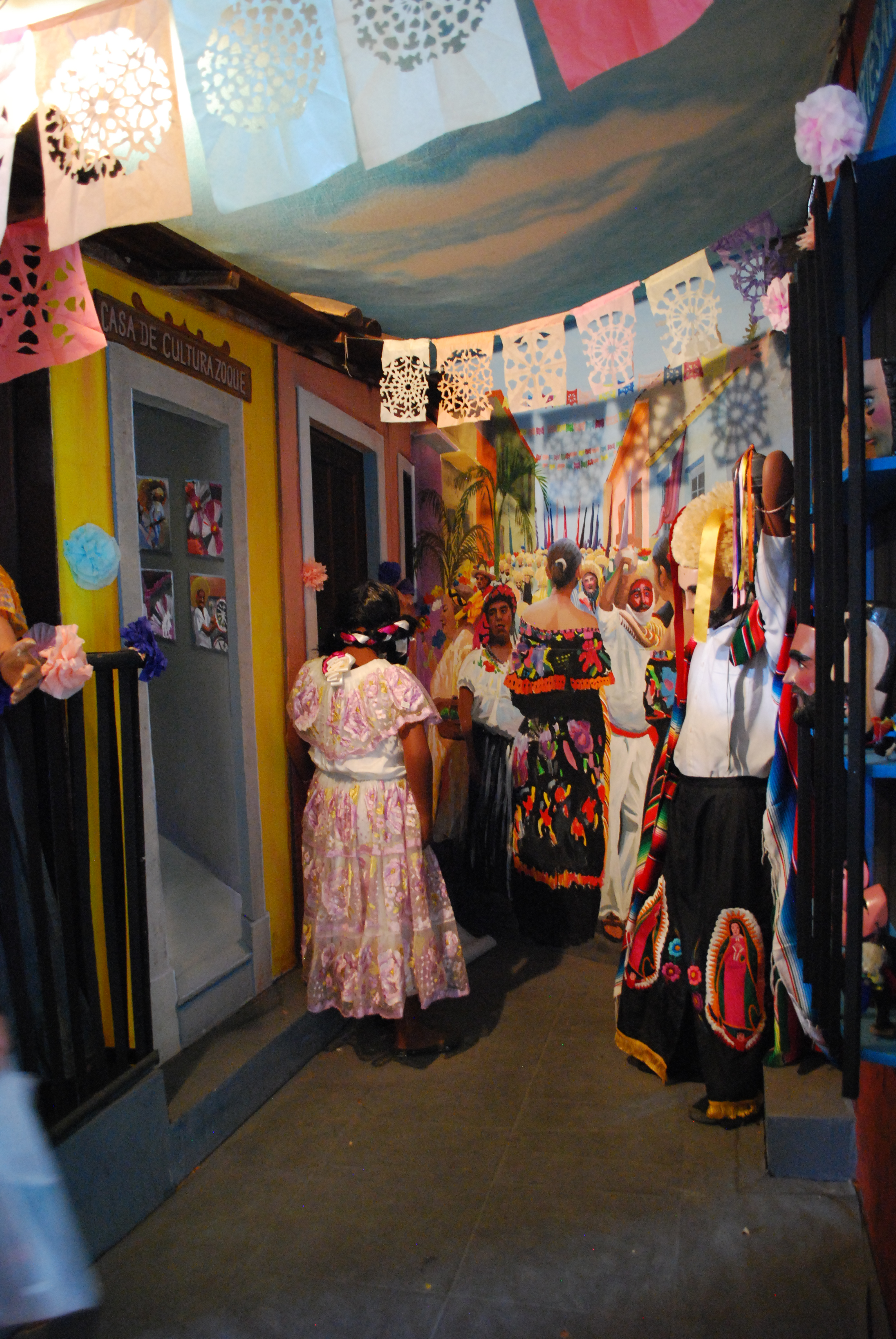
Zoque

De Zoque (Zoque: O´de püt) zijn een indiaans volk woonachtig in de staten Chiapas, Oaxaca en Veracruz in het zuiden van Mexico. Er leven 86.589 Zoque in Mexico.
Evenals hun naaste verwanten, de Mixe, stammen zij waarschijnlijk af van de Olmeken. In 1494 werden zij door de Azteekse heerser Ahuizotl onderworpen en in 1523 kwamen de Zoque onder Spaanse heerschappij.
De Zoque zijn landbouwers en verbouwen maïs, bonen, chilipepers, pompoenen, koffie, cacao, bananen, mammi, zoetzakken en guave.